# August Hugo Malm
August Adonius Hugo Malm, född 1 december 1844 i Kristianstad, död 1 april 1907 i Lysekil, var en svensk fiskeribiolog.

## Biografi
August Hugo Malm var son till August Wilhelm Malm. Han blev student vid Lunds universitet 1863 och filosofie doktor 1874. 1878 kom han som amanuens till Göteborgs museums naturhistoriska avdelning, men övergick senare till fiskeritjänst. 1885 blev han fiskeritillsyningsman och 1890 intendent vid Göteborgs läns havsfisken. Från 1905 och fram till sin död var han tillförordnad fiskeriintendent i västra distriktet. Under flera år var han ordförande i Lysekils köpings kommunalstämma. Malm undersökte i sin doktorsavhandling den brednäbbade kantnålens utveckling och fortplantning, men hans övriga skrifter behandlade nästan uteslutande praktiska fiskerifrågor. Bland annat utgav han 1885–1905 årliga redogörelser över Bohusläns havsfiske med tillhörande statistik. Efter en studieresa i Storbritannien 1883–1884 utgav han Anteckningar om fisk, fiske och fiskhandel. Han studerade även Nordsjöns sillfiske.